# Кабинет министров Азербайджана
Кабинет министров Азербайджанской Республики (азерб. Azərbaycan Respublikasının Nazirlər Kabineti) — высший орган исполнительной власти Азербайджана, исполнительный и руководящий орган над министерствами и иными центральными исполнительными органами при Президенте Азербайджанской республики.
Кабинет министров Азербайджанской Республики подчиняется Президенту Азербайджанской Республики и ему подотчётен.

## История
С целью организации осуществления исполнительных полномочий 7 февраля 1991 года президент Азербайджана Аяз Муталибов издал указ № 50-XII «О создании в Азербайджане Кабинета министров».

## Здание
Несколько министерств расположены в Доме правительства Азербайджана. Здание построено в 1951 году. Расположено на проспекте Нефтяников, около Приморского бульвара.

## Структура
В состав Кабинета министров входят: премьер-министр, его заместители, министры и другие руководители центральных исполнительных органов власти.
Премьер-министр назначается президентом Азербайджана при одобрении его кандидатуры Милли меджлисом республики.
Регламент Кабинета министров утверждается президентом АР.
21 апреля 2018 года по распоряжению президента Азербайджанской Республики был созван новый состав Кабинет министров (20 июня 2019 года были произведены некоторые перестановки). 8 октября 2019 года премьер-министром был назначен Али Асадов.

## Полномочия
Кабинет министров:
- подготавливает проект государственного бюджета АР на соответствующий год, и представляет его президенту АР
- обеспечивает исполнение государственного бюджета
- обеспечивает реализацию финансовой и денежно-кредитной политики государства
- обеспечивает реализацию государственных экономических программ
- обеспечивает реализацию государственных социальных программ
- возглавляет деятельность министерств и других центральных исполнительных органов

В состав кабинета входят:
| Должность                           | Руководитель    |
| ----------------------------------- | --------------- |
| Премьер-министр Азербайджана        | Али Асадов      |
| Первый заместитель премьер-министра | Ягуб Эюбов      |
| Заместитель премьер-министра        | Али Ахмедов     |
| Заместитель премьер-министра        | Шахин Мустафаев |

## Министерства
| Должность                                                 | Руководитель        |
| --------------------------------------------------------- | ------------------- |
| Министерство иностранных дел Азербайджана                 | Джейхун Байрамов    |
| Министерство внутренних дел Азербайджана                  | Вилаят Эйвазов      |
| Министерство обороны Азербайджана                         | Закир Гасанов       |
| Министерство оборонной промышленности Азербайджана        | Мадат Гулиев        |
| Министерство юстиции Азербайджана                         | Фикрет Мамедов      |
| Министерство финансов Азербайджана                        | Самир Шарифов       |
| Министерство экономики Азербайджана                       | Микаил Джаббаров    |
| Министерство энергетики Азербайджана                      | Парвиз Шахбазов     |
| Министерство труда и социальной защиты Азербайджана       | Сахиль Бабаев       |
| Министерство сельского хозяйства Азербайджана             | Меджнун Мамедов     |
| Министерство экологии и природных ресурсов Азербайджана   | Мухтар Бабаев       |
| Министерство культуры Азербайджана                        | Адиль Керимли       |
| Министерство науки и образования Азербайджана             | Эмин Амруллаев      |
| Министерство здравоохранения Азербайджана                 | Теймур Мусаев       |
| Министерство цифрового развития и транспорта Азербайджана | Рашад Набиев        |
| Министерство молодёжи и спорта Азербайджана               | Фарид Гаибов        |
| Министерство чрезвычайных ситуаций Азербайджана           | Кямаледдин Гейдаров |

### Службы
| Должность                                                                      | Руководитель     |
| ------------------------------------------------------------------------------ | ---------------- |
| Служба государственной безопасности Азербайджана                               | Али Нагиев       |
| Служба внешней разведки Азербайджана                                           | Орхан Султанов   |
| Государственная миграционная служба Азербайджана                               | Вусал Гусейнов   |
| Государственная пограничная служба Азербайджана                                | Эльчин Гулиев    |
| Государственная служба Азербайджана по мобилизации и призыву на военную службу | Мурсал Ибрагимов |

### Комитеты
| Должность                                                                               | Руководитель     |
| --------------------------------------------------------------------------------------- | ---------------- |
| Государственный комитет по градостроительству и архитектуре Азербайджана                | Анар Гулиев      |
| Государственный комитет по работе с беженцами и вынужденными переселенцами Азербайджана | Ровшан Рзаев     |
| Государственный таможенный комитет Азербайджана                                         | Шахин Багиров    |
| Государственный комитет по проблемам семьи, женщин и детей Азербайджана                 | Бахар Мурадова   |
| Государственный комитет статистики Азербайджана                                         | Таир Будагов     |
| Государственный комитет по работе с религиозными организациями Азербайджана             | Мубариз Гурбанлы |
| Государственный комитет по работе с диаспорой Азербайджана                              | Фуад Мурадов     |

### Агентства
| Должность                                                             | Руководитель    |
| --------------------------------------------------------------------- | --------------- |
| Государственное агентство по туризму Азербайджана                     | Фуад Нагиев     |
| Государственное агентство продовольственной безопасности Азербайджана | Гошгар Тахмазли |